# مولودية سعيدة
نادي مولودية سعيدة هو نادي كرة قدم جزائري يمثل مدينة سعيدة الواقعة في الغرب الجزائري . فاز بلقب كاس الجزائر والرابطة المحترفة الثانية.
يعدّ فريق نادي مولودية سعيدة أول فريق من الغرب الجزائري وثالث فريق جزائري يحصل على كأس الجزائر على حساب ترجي مستغانم بملعب 20 أوتـ بالعاصمة في حضور 18000 مشجّع.